# Horace Farnèse

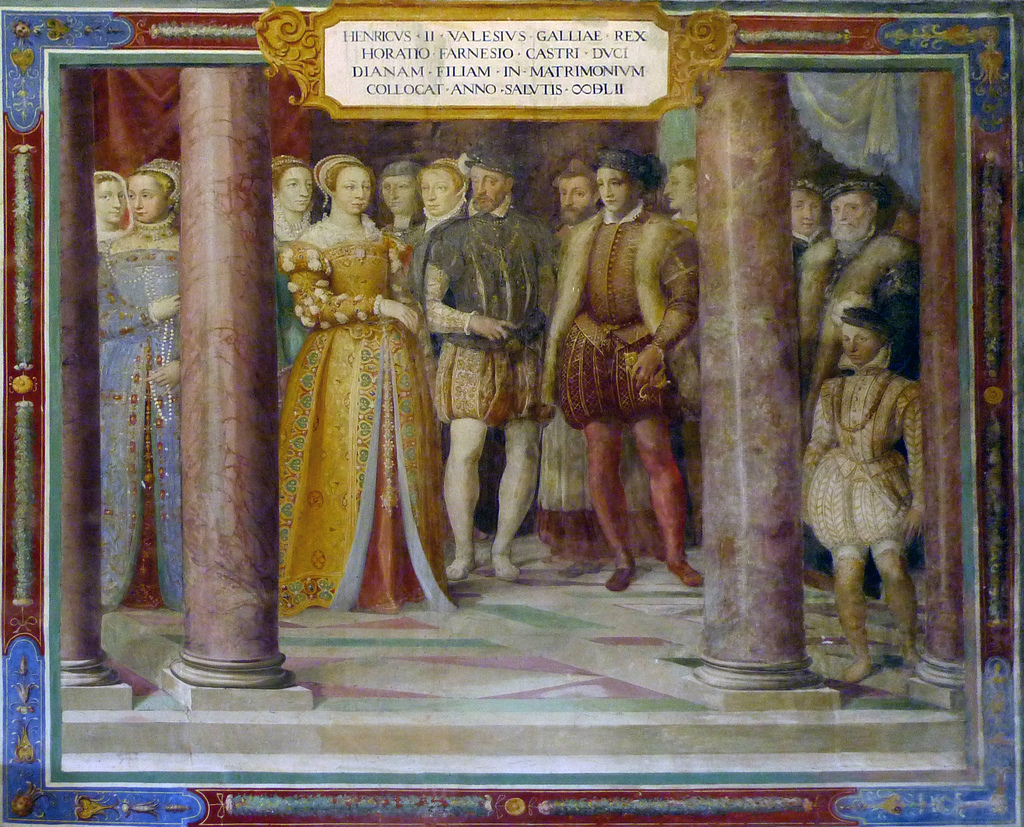
Marriage d'Horace Farnèse avec Diane de France, fresque par Taddeo Zuccaro

Horace Farnèse, en italien Orazio Farnese  (né à Valentano en février 1532, mort à Hesdin le 19 juillet 1553), est le quatrième fils de Pierre-Louis Farnèse et de Gerolama Orsini et il fut le troisième duc de Castro.

## Biographie
Horace Farnèse naît dans le château de Valentano, il est le petit-fils du pape Paul III. Ses frères sont le cardinal Ranuccio Farnèse, le cardinal Alexandre Farnèse (Alessandro) et Octave Farnèse (Ottavio), duc de Parme.
En 1543, à l'âge de douze ans, pour respecter la règle d'équilibre entre la France et l'Empire voulue par Paul III, il est envoyé à la cour de François Ier pour apprendre les traditions de la chevalerie.
En juin 1547, les agents du pape et ceux du roi Henri II signent un contrat concernant le mariage d'Horace et de Diane de France, la fille du roi. Horace reçoit la promesse du duché de Castro et une rente de 25 000 écus.
À la mort de Pierre-Louis qui intervient en 1547, Horace est investi du duché de Castro et de la charge de préfet de Rome.
En 1551, lors de la guerre de Parme, Horace perd la charge de préfet de Rome et le duché de Castro est confisqué, des garnisons pontificales occupant toutes les places fortes. En 1552, par le traité la paix, le pape Jules III lui restitue le duché.
Le mariage entièrement à la charge de Henri II entre Horace et Diane est célébré à Paris le 13 février 1553. Durant l'été 1553, il se trouve à Hesdin, une petite ville frontière de l'Artois, quand Emmanuel-Philibert de Savoie en entreprend le siège pour le compte de Charles Quint et le mardi 18 juillet 1553, le duc de Castro est tué par un arquebusier, laissant Diane veuve seulement après cinq mois et cinq jours de mariage.
Il n'a pas d'héritier et le duché de Castro passe aux mains de son frère Octave.